# Józef Oettinger
Józef Oettinger (ur. 7 maja 1818 w Tarnowie, zm. 2 października 1895 w Krakowie) – lekarz, historyk medycyny, pierwszy profesor Uniwersytetu Jagiellońskiego pochodzenia żydowskiego.

## Życiorys
Józef Oettinger pochodził z żydowskiej rodziny tarnowskiego kupca Izraela oraz Karoliny Adler. Po rychłej śmierci ojca przeprowadził się z matką (która zmarła, gdy Józef miał 5 lat) do Krakowa, do jej brata, Jakuba Adlera. W Krakowie ukończył gimnazjum, a w 1836 roku rozpoczął studia na Wydziale Filozoficznym Uniwersytetu Jagiellońskiego. Dwa lata później przeniósł się na Wydział Lekarski. Dyplom doktora medycyny uzyskał w 1843 roku. W 1849 roku ożenił się z Amelią Turteltaub, małżeństwo to pozostało bezdzietne.
Początkowo pracował jako asystent w szpitalu żydowskim w Krakowie, w 1850 roku został doktorem chirurgii. W 1863 roku, na podstawie pracy Umiejętność lekarska wobec szkół, a w szczególności wobec urojonej szkoły dawnej i nowej, uzyskał stanowisko docenta prywatnego. Był jednym z pierwszych polskich naukowców zajmujących się historią medycyny. Prowadził wykłady w klinikach okulistycznej i lekarskiej oraz w Collegium Novum. 18 lutego 1873 roku, jako pierwszy starozakonny, otrzymał tytuł profesora na Uniwersytecie Jagiellońskim. Z powodu jego znanej patriotycznej postawy, władze austriackie nie wyraziły przy tym zgody na profesurę rzeczywistą, a jedynie nadzwyczajną i bezpłatną.
Józef Oettinger był autorem około 50 opublikowanych prac, głównie z zakresu historii medycyny i biografistyki, współzałożycielem i redaktorem pisma „Przegląd Lekarski”, tłumaczem dzieł Hipokratesa, współzałożycielem Towarzystwa Lekarskiego Krakowskiego, członkiem między innymi Towarzystwa Naukowego Krakowskiego, Towarzystwa Lekarzy Polskich i Towarzystwa Lekarskiego Warszawskiego, członkiem nadzwyczajnym Akademii Umiejętności.
Angażował się w działalność społeczną i patriotyczną. W 1848 roku reprezentował gminę żydowską w krakowskim Komitecie Narodowym. Wraz z Abrahamem Gumplowiczem kierował pracami klubu politycznego postępowej, wspierającej asymilację inteligencji żydowskiej. Kierował zbiórką funduszy na rozbudowę szpitala żydowskiego w Krakowie. Do 1890 roku był radnym miejskim. W 1888 roku został kawalerem Orderu Franciszka Józefa.
Zmarł 2 października 1895 roku i został pochowany na cmentarzu żydowskim przy ul. Miodowej w Krakowie.